# Paralongicyatholaimus zosterae
Paralongicyatholaimus zosterae är en rundmaskart. Paralongicyatholaimus zosterae ingår i släktet Paralongicyatholaimus, och familjen Cyatholaimidae. Arten är reproducerande i Sverige.